# Tierra firme (película)
Tierra firme es una comedia romántica español-británica de 2017, dirigida por Carlos Marqués-Marcet. El guion, escrito por Marqués-Marcet y Jules Nurrish, fue inspirado por Maternidades subversivas de María Llopis (España, 2015). Está protagonizada por Oona Chaplin, Natalia Tena, David Verdaguer y Geraldine Chaplin. La película tuvo su estreno mundial en el Festival de Cine de Londres el 10 de octubre de 2017.

## Trama
La vida humilde, pero despreocupada, de Eva y Kat en su barco por el canal de Londres se pone patas arriba cuando Eva le da a Kat un ultimátum: quiere un hijo. Kat se resiste, sabiendo que terminará con el estilo de vida bohemio que siempre ha imaginado con Eva. Cuando el mejor amigo de Kat de Barcelona, Roger, se detiene para divertirse con ellos, los tres juegan con la idea de crear un bebé juntos. Sintiéndose acorralada en una esquina, Kat consiente. Sorprendentemente, la inusual inseminación es exitosa. Mientras Eva disfruta de su embarazo y Roger fantasea con su papel en la nueva familia, Kat comienza a sentirse como una tercera rueda y comienza a distanciarse. Cuando Eva sufre un aborto espontáneo, los verdaderos sentimientos de todos quedan al descubierto, lo que lleva a Eva y Kat a separarse mientras Roger se prepara para regresar a Barcelona. Sin embargo, los tres pronto se dan cuenta de que no pueden sobrevivir el uno sin el otro, y un nuevo viaje comienza a construir una familia.

## Reparto
- Oona Chaplin como Eva.
- Natalia Tena como Kat.
- David Verdaguer como Roger.
- Geraldine Chaplin como Germaine.
- Becky Bullman como Vicky.
- Lara Rossi como Jinx.

## Desarrollo y producción
El guion estuvo influenciado por el libro político de 2015 Maternidades subversivas de María Llopis. El rodaje comenzó en Londres el 5 de septiembre de 2016.
Tierra firme fue producida por Lastor Media, Vennerfilm y La Panda Productions, con financiación también proporcionada por el Departamento de Cultura de la Generalidad de Cataluña y el Programa MEDIA de Europa Creativa.
Avalon Distribución adquirió los derechos de distribución en España de Tierra firme en agosto de 2017. Los derechos internacionales fueron adquiridos por Visit Films en octubre de 2017. En mayo de 2018, Network Releasing adquirió la distribución derechos al Reino Unido de Visit Films, con derechos a los Estados Unidos recogidos por Wolfe Releasing.

## Estreno
Tierra firme celebró su estreno mundial el 10 de octubre de 2017 en el Festival de Cine de Londres. Se estrenó al público en España el 24 de noviembre de 2017, y en el Reino Unido el 28 de septiembre de 2018.

### Medios de comunicación caseros
Tierra firme estuvo disponible como video a pedido en los Estados Unidos el 20 de noviembre de 2018. El DVD fue lanzado por Wolfe Video en la Región 1 el 27 de noviembre de 2018. En los Estados Unidos, el la película estuvo disponible para su transmisión en Netflix el 15 de febrero de 2019.

## Recepción de la crítica
En el agregador de revisión Rotten Tomatoes, Tierra firme tiene una calificación de 76% basada en 25 revisiones, y una calificación promedio de 6.7/10. En Metacritic, la película tiene una puntuación de 67 (de 100) basada en 9 críticas de los críticos principales, lo que indica "críticas generalmente favorables".
Fue nombrada una de las "mejores películas queer de 2018" por IndieWire. El crítico de producciones cinematográficas centrado en la mujer Womentainment dijo que la historia de Eva y Kat fue presentada "de la manera más honesta, sincera y hermosa".